# Juiced
Juiced (von englisch to juice, umgangssprachlich für „etwas mit Energie versehen“) ist ein 2005 für Windows, Xbox und PlayStation 2 erschienenes Streetracer-Spiel, das vom britischen Studio Juice Games entwickelt und vom amerikanischen Konzern THQ veröffentlicht wurde.
Juiced ist der erste Teil der Juiced-Reihe. Das Spiel war ursprünglich für 2004 geplant, doch durch den Konkurs des ursprünglichen Entwicklers Acclaim Entertainment und den Aufkauf durch THQ verzögerte sich die Fertigstellung.
Das Spiel ist angelehnt an Need for Speed: Underground und vergleichbare Titel. Dementsprechend ist neben dem reinen Fahren von Rennen auch das Tunen von Fahrzeugen von Bedeutung. Der Spieler übernimmt die Rolle eines unbekannten Fahrers in der fiktiven amerikanischen Küstenstadt Angel City. Sein Ziel ist es, bei den acht vorherrschenden Rennteams durch den Aufbau eines eigenen erfolgreichen Rennteams zu Respekt in der örtlichen Straßenrennszene zu gelangen. Das Spiel beinhaltet ausschließlich lizenzierte Fahrzeuge und Tuning-Teile. Laut Angaben des Entwicklers lassen sich durch Tuning etwa 7,5 Billionen Anpassungsmöglichkeiten realisieren.
Das Spiel wurde in der Fachpresse gemischt aufgenommen. Von der Webseite Metacritic, die Testberichte auswertet und einen Bewertungsdurchschnitt ermittelt, erhielten die einzelnen Versionen Werte zwischen 63 und 68 von 100 Punkten. Während deutsche Publikationen noch relativ hohe Wertungen vergaben, stuften ausländische Magazine das Spiel schwächer ein. Kritik übten Redakteure an einem zu hohen Schwierigkeitsgrad und einer nicht mehr zeitgemäßen Grafik, während andere den sehr hohen Realismus und die große Fahrzeugvielfalt lobten.

## Spielprinzip

### Allgemein
Wie für Rennspiele üblich ist der Kernpunkt des Spiels das Fahren von Rennen. Das Spiel gehört dem Genre der Streetracer an. Das bedeutet, dass die Rennen nicht auf klassischen Rennstrecken, sondern auf normalen Verkehrswegen ausgetragen werden.
Dem Spieler stehen zahlreiche Wagen zur Verfügung, mit denen er Rennen bestreiten kann. In der Standardausführung sind die Fahrzeuge jedoch selten konkurrenzfähig. Denn ein zentrales Element ist das Fahrzeugtuning. Dem Spieler werden eine Vielzahl von Tuning-Elementen geboten, um das Fahrzeug im Bereich der Leistung oder der Optik deutlich zu verbessern. Ein Beispiel ist die mögliche Verwendung von Nitro, welches dem Wagen einen deutlichen Geschwindigkeitsschub geben kann.
Eine Neuheit in diesem Genre ist das Crew-System. Es gibt acht computergesteuerte Teams, die jeweils ein Gebiet mit Rennstrecken kontrollieren. Der Spieler besitzt die Möglichkeit, im Laufe des Spiels ein eigenes Team aufzubauen und damit gegen die anderen anzutreten. In Rennen kann der Spieler das Verhalten seiner Fahrer bis zu einem gewissen Grad durch entsprechende Anweisungen steuern.
Eine weitere Besonderheit des Spiels ist das Respektsystem. Im Spiel gibt es eine Statistik, in der fortlaufend das Ansehen des Spielers bei den übrigen Teams dargestellt wird. Respekt wird durch verschiedene Erfolge des Spielers erworben, beispielsweise durch Rennsiege, Wetterfolg oder durch einen großen Fuhrpark. Jedes Team besitzt einen eigenen Schwerpunkt. Durch Respekt schreitet die Karriere des Spielers maßgeblich voran.

### Renntypen
Die Rennen, in Juiced Events genannt, unterteilen sich in unterschiedliche Disziplinen. Sprintevents und Rundkursevents unterscheiden sich nur durch die Art der Strecke; im Ersteren wird ein bestimmter Abschnitt gefahren, im Zweiten eine in sich geschlossene Strecke. Ein Rundkursevent kann zwischen zwei und zwölf Runden andauern. Dragevents wiederum bezeichnen sehr kurze, meist geradlinige Streckenabschnitte. Die besondere Schwierigkeit dieses Modus ist, dass der Spieler gezwungen ist, selbst das Getriebe zu schalten.
Außerdem existieren noch Teamrennen, bei denen die eigene Crew gegen die anderen antritt. Sowohl Rundkursrennen als auch Sprintrennen können als Teamrennen veranstaltet werden. Für den Sieg muss der letzte Wagen des eigenen Teams vor den anderen letzten Wagen eintreffen.
Zudem gibt es noch die sogenannten Duelle. Diese sind Events, bei denen anstatt um Geld, um das Fahrzeug des Gegners gefahren wird. Das heißt, wenn man gewinnt, erhält man den Wagen des Gegners, gegen den man gefahren ist. Umgekehrt verliert man das eigene Auto, wenn man von dem Gegner besiegt wird.

### Karriere-Modus

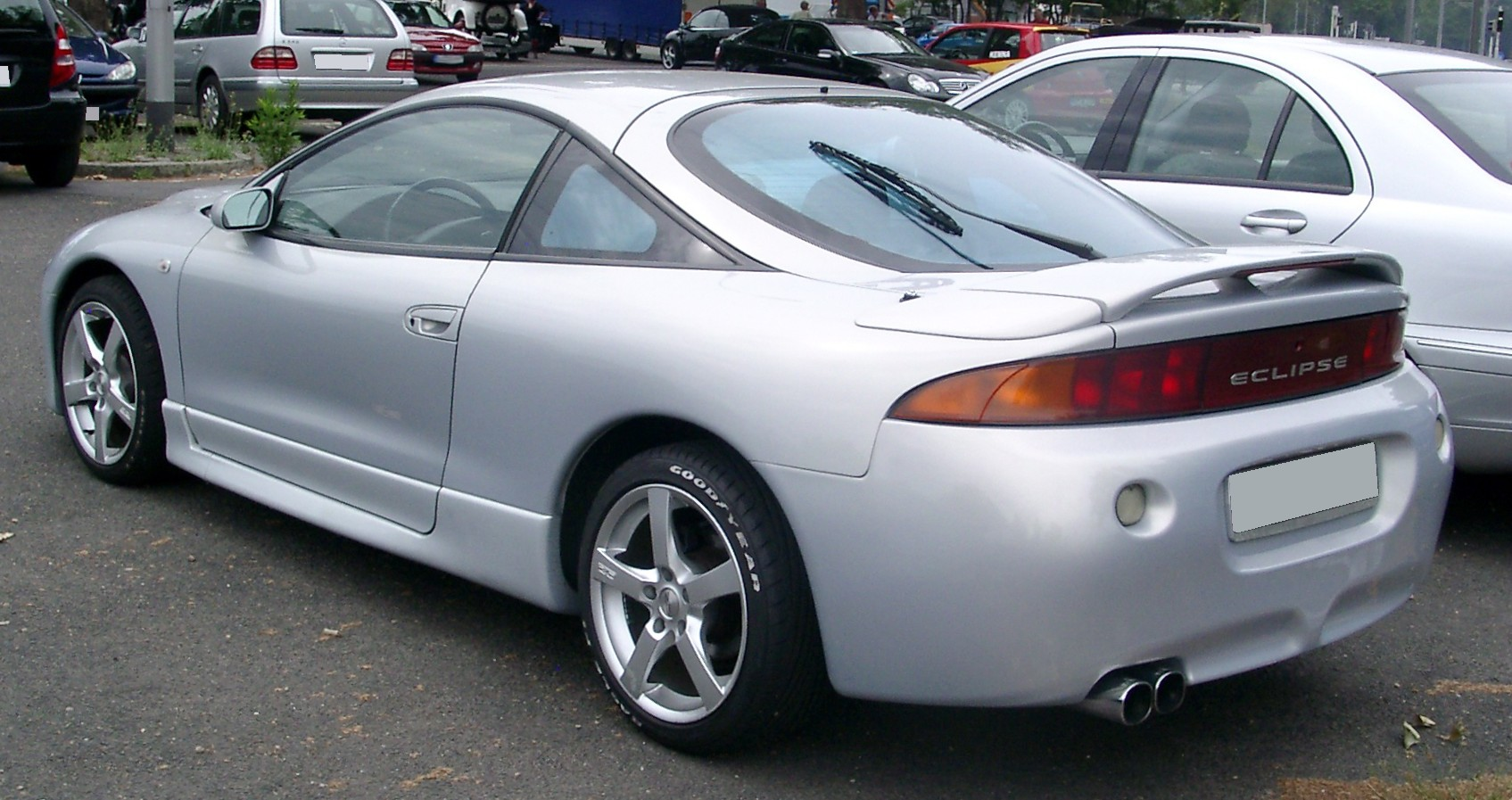
Der Mitsubishi Eclipse ist das erste Fahrzeug, das der Spieler in der Karriere steuern kann.

Die Karriere handelt von dem Aufstieg eines Fahrers in der Rennszene der fiktiven Stadt Angel City. Zu Beginn ist der Spieler in dieser Stadt noch unbekannt, wird aber von einem der Anführer der Teams, genannt T.K., zu einem Rennen bei Nacht herausgefordert. Dazu bekommt er einen Wagen von seinem Gegner, einen Mitsubishi Eclipse GSX gestellt. Die beiden Kontrahenten wetten um etwas Geld und fahren anschließend gegeneinander. Nach dem Rennen, es ist egal, ob der Spieler gewinnt oder verliert, wird der Spieler zum Autohändler geschickt und muss sich dort für einen aus drei Kleinwagen entscheiden. Anschließend sucht er sich ein Mobiltelefon und ein Crew-Logo aus. Beim Mobiltelefon ist es egal, welches Modell der Spieler wählt, die einzigen Unterschiede betreffen die Optik. Über das Handy kommuniziert der Spieler mit den Anführern der anderen Teams. Weiterhin erhält der Spieler Zugang zum zentralen Element der Karriere, dem Rennkalender.
Der Kalender ist nach Monaten gegliedert und zeigt anstehende Renn-Events an. Renn-Events werden von den acht Teams ausgerichtet, können aber auch vom Spieler veranstaltet werden. Nicht alle Events sind von Anfang an anwählbar: Der Spieler muss bei der Gruppe, die das Event veranstaltet, mindestens 300 Respektpunkte verdient haben. Zu Beginn der Karriere ist dies nur bei einer Gruppe der Fall.
Das Spielziel ist es, bei allen Gruppen jeweils mehr als 1000 Respektpunkte zu erreichen und die drei Herausforderungen jeder Gruppe zu meistern. Herausforderungen werden auf den normalen Strecken ohne Gegner ausgetragen, dafür gibt es spezielle Ziele zu erfüllen. Zu beachten hierbei ist, dass die Gruppen dem Spieler vorgeben, welches Auto er verwenden darf, es besteht also keine freie Fahrzeugwahl. Wenn der Spieler das vorgegebene Auto nicht besitzt, kann er die Herausforderung nicht annehmen. Die Herausforderungen sind, anders als die normalen Rennevents, unbegrenzt wiederholbar. Es gibt insgesamt drei Arten von Herausforderungen. Jede Gruppe bietet eine Herausforderung jedes Typs an. Bei Rundenzeit-Rennen erhält der Spieler eine vorgegebene Rundenzeit, die er unterbieten muss.
Bei Perfekte Runde-Rennen erhält der Spieler ebenfalls eine vorgegebene Rundenzeit, muss aber zusätzlich darauf achten, nicht die Leitplanke zu berühren. Bei einem Unfall wird das Rennen abgebrochen.
Bei Tempo-Rennen erhält der Spieler eine vorgegebene Mindestgeschwindigkeit. Nach dem Start hat er 10 Sekunden, um diese zu erreichen. Anschließend muss er eine ganze Runde fahren, ohne diese Geschwindigkeit zu unterschreiten. Wird die Geschwindigkeit einmal unterschritten, wird das Event sofort abgebrochen.

### Respektsystem
Die Respektpunkte spiegeln den Ruf des Spielers bei den anderen Teams wider. Der Respekt des Spielers wird durch eine Vielzahl von Faktoren beeinflusst. Einer der entscheidenden Aspekte ist das Rennresultat. In den meisten Fällen muss man ein Rennen als Erst- oder Zweitplatzierter beenden, um Respektpunkte zu gewinnen. Belegt man die letzten beiden Plätze, werden Punkte abgezogen. Bei Team-Rennen wird die Leistung des gesamten Teams des Spielers betrachtet. Außerdem wird das Fahrverhalten bewertet. Beschädigt man gegnerische Autos, sinkt der Respekt beim betroffenen Team. Durch erfolgreiche Wetten erhält man ebenfalls Respekt, die Höhe des Respektbonus hängt von der Höhe des gesetzten Betrags ab. Zuletzt werden die Fahrzeuge des Spielers bewertet. Je teurer ausgestattet und je leistungsfähiger die Wagen sind, desto mehr Respektpunkte gibt es.
Ab einer bestimmten Zahl von Respektpunkten erhält man bestimmte Privilegien bei dem jeweiligen Team. Diese sind: Das Zuschauen bei Events, Das Teilnehmen bei Events, das Duellieren mit dem Crew-Anführer und das Veranstalten von Renn-Events. Diese Privilegien müssen bei allen Teams separat erworben werden.

### Arcade-Modus
Der Arcade-Modus ist neben der Karriere der zweite zentrale Bereich des Spiels. In diesem Modus ist das Respektsystem deaktiviert, Fortschritt wird in diesem Modus nur durch Rennsiege erzielt. Es gibt 11 unterschiedliche Serien, die aus je fünf Rennen bestehen. Am Anfang ist nur eine Serie freigeschaltet. Durch das Gewinnen von Rennen schaltet man Strecken und Fahrzeuge für freie Rennen frei. Bei drei Siegen in einer Serie wird die nächsthöhere Serie freigeschaltet. Gewinnt man vier Rennen einer Serie, wird das fünfte Event der Serie freigeschaltet. Gewinnt man dieses, so wird eine Bonus-Strecke freigeschaltet.
Im Arcade-Modus werden die Fahrzeuge für jedes Rennen gestellt, es bestehen also keine freie Fahrzeugwahl und keine individuellen Tuning-Möglichkeiten.
Gewinnt der Spieler den Karriere-Modus, wird eine zusätzliche Serie freigeschaltet, die sich Extreme Nitro Serie nennt. In dieser besonderen Serie fährt der Spieler dauerhaft mit Nitro, er kann es nicht deaktivieren.

### Freie Rennen
Die Freien Rennen (auch: Angepasste Rennen) können vom Spieler nach seinen Wünschen erstellt und angepasst werden. Der Spieler kann aus den Typen Rundkurs, Sprint, Drag und Solo wählen. Im Solo-Modus kann der Spieler eine Strecke in Ruhe erkunden, Gegner gibt es keine. Bei den Freien Rennen gibt es weder Respektpunkte noch freischaltbare Objekte. Das einzige Ziel ist es, Rennen zu gewinnen (außer im Solo-Modus, da gibt es keine vorgegebenen Ziele). Von Beginn an sind nur wenige Fahrzeuge und Strecken wählbar, nur die, die in der ersten Arcade-Serie vorkommen. Weitere Objekte werden anwählbar, wenn der Spieler Fortschritte im Arcade-Modus erzielt. Wie im Arcade-Modus ist das Tuning-System bei den Freien Rennen nur eingeschränkt verfügbar. Dafür stehen ihm eine erweiterte Zahl an Parametern für die Rennen wie Tageszeit, Wetter oder Gegneranzahl zur Verfügung.

### Fahrzeugklassen
Die Wagen im Spiel werden in acht Klassen eingeteilt, die sich nach der PS-Zahl der Fahrzeuge richten. Die angebotenen Rennevents gelten mit Ausnahme der Angeber-Rennen alle nur für eine bestimmte Fahrzeugklasse, wodurch Chancengleichheit hergestellt wird. In den Tuningoptionen gibt es eine Funktion, die sich Feintuning nennt. Mit dieser Funktion ist es möglich, die PS-Zahl eines Fahrzeugs in einem kleinen Bereich zu modifizieren. Dadurch kann der ungewollte Sprung in die nächsthöhere Klasse vermieden werden.
| Fahrzeugklassen    |            |            |                   |           |                          |             |                            |                            |
| Klasse             | Klasse 8   | Klasse 7   | Klasse 6          | Klasse 5  | Klasse 4                 | Klasse 3    | Klasse 2                   | Klasse 1                   |
| PS-Zahl-Bereich    | 0–199      | 200–299    | 300–399           | 400–499   | 500–599                  | 600–699     | 700–799                    | 800–1200                   |
| Typische Vertreter | Kleinwagen | Limousinen | Coupes Sportwagen | US-Coupes | Rallye-Wagen Muscle-Cars | Muscle-Cars | Leistungsstarke Sportwagen | Leistungsstarke Sportwagen |

### Rennteams
Im Spiel gibt es acht verschiedene Rennteams, die alle ein bestimmtes Gebiet der Stadt kontrollieren. Jedes Team besteht aus vier Fahrern, einer von ihnen ist der Anführer des Teams. In den Rennevents fahren immer die Anführer gegeneinander, nur bei Crew-Rennen fahren auch andere Fahrer eines Teams mit. Im Verlauf der Karriere baut der Spieler sein eigenes Team auf, mit voranschreitendem Erfolg des Spielers rufen ihn Fahrer an, die sich um einen Platz in der Crew bewerben. Bei den Bewerbungen erhält der Spieler lediglich eine Statistik über den Bewerber mit zwei Werten, der Aggressivität und der Fahrzeugbeherrschung. Diese Werte werden durch jede Rennteilnahme kontinuierlich verbessert, der Spieler kann seine Crew also gewissermaßen trainieren.

## Fahrzeuge

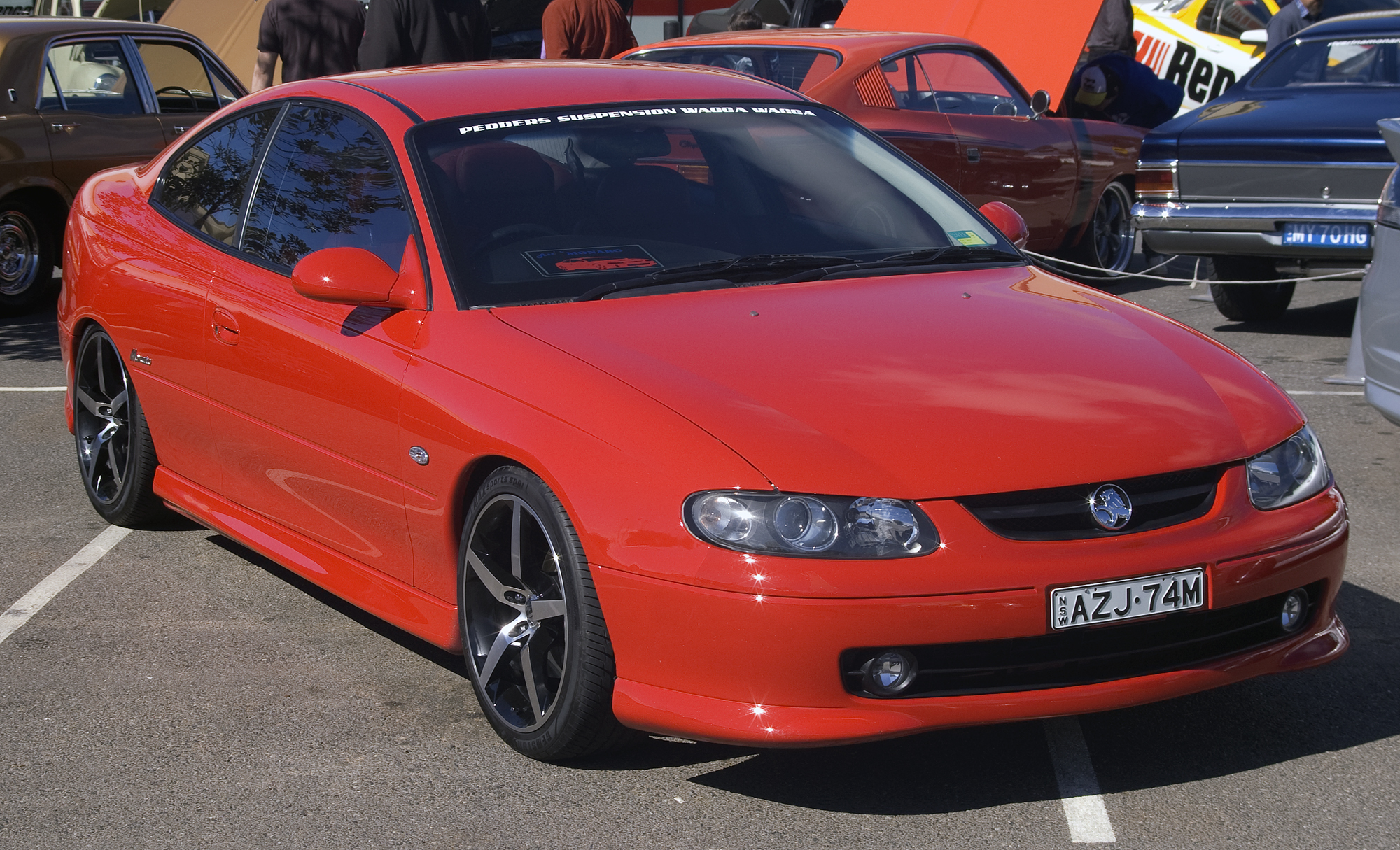
Der Holden Monaro, eines der leistungsstärkeren Fahrzeuge in Juiced

Juiced beinhaltet insgesamt 56 lizenzierte Fahrzeuge, die meist Volumenmodelle darstellen. Der Schwerpunkt liegt bei Wagen der Mittelklasse, der Kompaktklasse und bei Coupés. Auch sind einige Muscle-Cars und deren Nachfolger enthalten.
Die Fahrzeuge, die der Spieler in der Karriere erwerben oder im Arcade-Modus freischalten kann, werden stets in ihrer Serienversion ausgeliefert. Modifizierte Fahrzeuge kann der Spieler nicht erwerben.
Zu Beginn der Karriere sind lediglich drei Fahrzeuge, der Honda CRX, der VW Beetle und der Peugeot 206, anwählbar. Im weiteren Verlauf der Karriere werden neue Fahrzeuge durch das Erreichen von Rennsiegen freigeschaltet.
Im Arcade-Modus startet der Spieler zunächst mit vier Fahrzeugen. Neue Fahrzeuge werden in diesem Modus freigeschaltet, indem der Spieler durch das Meistern von Renn-Events neue Klassen freischaltet. Pro Klasse können meist fünf Fahrzeuge freigeschaltet werden.
Die folgende Tabelle listet alle Fahrzeuge auf, die in Juiced spielbar sind:
Fahrzeugliste

## Synchronisation und Soundtrack
Die Tonausgabe wurde in mehreren Sprachen synchronisiert. An der englischsprachigen Originalsynchronisation wirkten einige Schauspieler mit, darunter Richard Brake und Martin Sherman.
Der Soundtrack von Juiced umfasst 25 Lieder. Diese gehören zu den Gattungen Techno, Pop und vereinzelt auch zu Rock. Die Anzahl an Künstlern ist hoch, selten wurde von einem Künstler mehr als ein Stück verwendet. Die Lieder werden während der Rennen in zufälliger Reihenfolge abgespielt. In Menüs wird ein separater, durchgängiger Elektronik-Soundtrack verwendet.
Die folgende Tabelle listet alle im Spiel enthaltenen Musikstücke mit Künstler, Titel und Länge auf.
| Übersicht über die im Spiel enthaltenen Musikstücke |                             |                      |       |
| #                                                   | Künstler                    | Titel                | Länge |
| 1                                                   | Beans                       | Down by Law          | 3:06  |
| 2                                                   | Bug Kann & The Plastic Jam  | Made in Two Minutes  | 4:05  |
| 3                                                   | Dub Pistols                 | Architect            | 3:31  |
| 4                                                   | Every Move a Picture        | Signs Of Life        | 3:48  |
| 5                                                   | The Exies                   | What You Deserve     | 3:08  |
| 6                                                   | Gat Decor                   | Passion              | 4:05  |
| 7                                                   | GuKonu                      | EIn                  | 1:59  |
| 8                                                   | Hybrid                      | Finished Symphony    | 9:39  |
| 9                                                   | ILS                         | 6 Space (Next Level) | 4:48  |
| 10                                                  | Jonny L                     | Hurt You So          | 2:59  |
| 11                                                  | Kasabian                    | Club Foot            | 3:36  |
| 12                                                  | The Koreans                 | How Does It Feel     | 4:26  |
| 13                                                  | Lee Coombs, Dylan Rhymes    | Allright All Night   | 5:58  |
| 14                                                  | Lee Coombs, Christian J.    | Dubhead              | 6:43  |
| 15                                                  | Lemon Jelly                 | Come Down On Me      | 8:58  |
| 16                                                  | Moving Units                | Between Us and Them  | 3:10  |
| 17                                                  | Paul Oakenfold              | Ready Steady Go      | 4:13  |
| 18                                                  | Roni Size featuring Fallacy | The Streets          | 3:49  |
| 19                                                  | Shapeshifters               | Back to Basics       | 3:55  |
| 20                                                  | Stereo 8                    | Flipmode             | 3:41  |
| 21                                                  | Talib Kweli                 | We Got The Beat      | 3:19  |
| 22                                                  | TV on the Radio             | The New Health Rock  | 4:03  |
| 23                                                  | Way Out West                | Killa                | 3:28  |
| 24                                                  | Wordsworth                  | Right Now            | 3:32  |
| 25                                                  | Xzibit                      | Klack                | 5:14  |

## Entwicklungsgeschichte

### Konzept

Need for Speed: Underground 2, ein Hauptkonkurrent von Juiced

Juiced wurde ursprünglich von Acclaim Entertainment als ein Konkurrenzprodukt zur Rennspieleserie Need for Speed konzipiert. Streetracer-Titel waren zu dem Zeitpunkt vor allem durch die Filmreihe Fast & Furious in Mode gekommen.
Juiced wurde mit einer sehr detaillierten Physik-Engine konzipiert. Berücksichtigt wurden u. a. die antriebsartbedingten Masseschwerpunkte, das Lenkverhalten der Vorlagen und die Aerodynamik. Das Aufrüsten der Fahrzeuge mit Tuning-Teilen wirkt sich spürbar auf das Fahrverhalten aus. Dies betrifft nicht nur die Leistungs-Upgrades, die dem Fahrzeug z. B. eine bessere Beschleunigung geben, sondern auch optische Upgrades wie Schürzen, die das Handling des Fahrzeugs verbessern. Ebenfalls gibt es ein Schadensmodell, bei dem nicht nur die Optik des Fahrzeugs Schäden zeigt wird. Auch das Fahrverhalten und die Leistungsfähigkeit können bei entsprechend schwerer Beschädigung deutlich beeinträchtigt werden.
Die Grafik-Engine des Spiels arbeitet mit einem detaillierten Beleuchtungssystem, wodurch vor allem die Lackeffekte und die Unterschiede zwischen den einzelnen Lackarten betont werden. Dies ist vor allem bei Nachtrennen sichtbar.
Für Juiced wurde das sogenannte DIStress-System (Driver Induced Stress-System) entwickelt. Diese Technik, die zur Steigerung des Realismus dienen soll, simuliert Stresssituationen für die computergesteuerten Fahrer (auch KI-Fahrer), in denen diese eher dazu neigen, Fahrfehler zu machen. Unter Druck gesetzt werden die KI-Fahrer z. B. durch dichtes Auffahren oder durch Abdrängen. In solchen Situationen wird der Spieler durch ein blinkendes Ausrufezeichen über dem Fahrzeug des unter Druck gesetzten Fahrers darauf aufmerksam gemacht. Dadurch wird dem Spieler die Gelegenheit gegeben, entweder den Fahrer noch weiter zu bedrängen, damit dieser einen Fahrfehler begeht, oder auf Distanz zu ihm zu gehen, um nicht selbst in einen Unfall verwickelt zu werden. Wie sehr KI-Fahrer unter Druck Fehler machen, wird durch deren vorgegebenes Profil beeinflusst. Das DiStress-System wurde auch bei den Nachfolgern Juiced: Eliminator und Juiced 2 verwendet.

### Acclaim-Insolvenz und Wiederaufnahme durch THQ
Die Entwicklung erfolgte durch das Entwicklungsstudio Juice Games. Juiced sollte ursprünglich 2004 durch Acclaim Entertainment für PlayStation 2, Xbox und Windows veröffentlicht werden. Da Acclaim aber während der Entwicklung des Spiels in finanzielle Schwierigkeiten geriet und schließlich Insolvenz anmeldete, wurde zur Schuldendeckung das gesamte Firmeninventar, wozu auch der Titel Juiced gehörte versteigert. Dabei ging es allerdings lediglich um die Marke Juiced. Denn das Spiel in seinem aktuellen Zustand gehörte der Firma Fund 4 Games. THQ bekam schließlich die Namensrechte über einen Kauf der Insolvenzmasse von Acclaim zugesprochen. Der Konzern erzielte eine Übereinkunft mit Fund 4 Games und ließ das Spiel von Studio Juice Games weiterentwickeln und verbessern. Allerdings hatten Spielmagazine auf der ganzen Welt hatten bereits Reviews auf Basis praktisch fertiger Versionen des Spiels geschrieben. Auch waren bereits Werbeartikel und einige tausend Kopien des Spiels hergestellt. Diese wurden größtenteils zerstört, ein paar gelangten jedoch in die Hände von Sammlern.
Gegen Ende 2004 verkündete THQ, dass das Spiel nicht mehr 2004, sondern erst im nächsten Jahr erscheinen werde. Auf der Spielemesse E3 des Jahres 2005 stellte THQ schließlich den überarbeiteten Titel neben anderen Spielen wie Dawn of War: Winter Assault der Öffentlichkeit vor.

### Veröffentlichung
Schließlich wurde das Spiel am 13. Juni 2005 von THQ in Nordamerika und vier Tage später in Europa veröffentlicht. Die japanische Version folgte im Mai 2006. Zur Bewerbung des Spiels arbeitete THQ in Deutschland mit Toyota zusammen und veranstaltete einen Wettbewerb, der in Filialen der Ketten Media Markt und Saturn ausgetragen wurde. Bei diesem erhielt der Spieler, der während der gesamten Aktion eine Rundenzeit aufstellte, die von keinem der anderen Teilnehmer unterboten werden konnte, einen Toyota Yaris. Eine ähnliche Aktion wurde in Kooperation mit Mazda veranstaltet. Bei dieser wurde nach einigen Wochen ein Mazda RX-8, der dem Fahrzeug auf dem Cover des Spiels nachempfunden ist und bei verschiedenen Motorsportevents zu Werbezwecken genutzt wurde, bei der Gamescom 2005 verlost. Parallel zur Veröffentlichung wurde eine Website zum Spiel gestartet (die aber 2012/13 nach der Insolvenz und Zerschlagung von THQ abgeschaltet wurde).
Bei der Bewerbung des Spiels wurde eine Kontroverse durch eine Werbung ausgelöst, in der eine erschrockene Frau von zwei Männern ausgezogen wurde. Die Werbung wurde für die Darstellung von Frauen und für das Darstellen von sexueller Nötigung kritisiert.

## Rezeption

### Rezensionen
Aufgrund des ähnlichen Grundkonzepts wird Juiced häufig mit Titeln der Need-for-Speed-Reihe oder mit Midnight Club 3 verglichen, etwa von den Magazinen GamePro oder 4Players. Die Bewertungen variierten zwischen gut und mäßig. Die deutsche Fachpresse nahm den Titel eher positiv auf, während internationale Magazine dem Spiel kritischer gegenüberstanden. Die Webseite Metacritic, die in erster Linie internationale Magazine berücksichtigt, berechnete für die Windows-Version eine gewichtete Durchschnittswertung von 63 von 100 Punkten. Die Konsolenumsetzungen schnitten mit 68 von 100 Punkten etwas besser ab.
Die Tester von GamePro loben die gute Grafik des Spiels. Die Umgebung und besonders Spiegelungs- und Reflexionseffekte wirken realistisch. Allerdings sei der Bildaufbau besonders bei hoher Geschwindigkeit teilweise sehr verschwommen. Für ähnlich gut befinden sie die Gestaltung der Strecken und der Fahrzeuge, die detailliert seien. Ebenfalls positiv werden die zahlreichen innovativen Ideen, z. B. die Wetten und das Respektsystem gesehen. Auch in technischer Hinsicht sei das Spiel überzeugend, etwa bei den Geräuschen der Motoren. Lediglich die Zusammenstellung des Soundtracks sei schwach.
Die drei Autoren Florian Stangl, Martin Deppe und Michael Galuschka vom Magazin PC PowerPlay sahen das Spiel ähnlich positiv, sie vergaben sogar eine Auszeichnung für Langzeitmotivation. Sie lobten die herausragende künstliche Intelligenz, die menschliches Fahrverhalten gut nachahme. Lediglich bei Unfällen wirke sie etwas überfordert. Eine weitere Stärke des Spiels sei das äußerst realistische Fahrverhalten der Fahrzeuge. Es seien große Unterschiede zwischen den einzelnen Modellen erkennbar. Die Soundeffekte, besonders die Geräusche der Motoren, seien ebenfalls sehr gut, lediglich den Kommentaren der KI-Fahrer fehle es an Abwechslung.
Ed Lewis vom Online-Magazin IGN vergab mit 6,5 von 10 Punkten eine deutlich schwächere Wertung für das Spiel. Er lobt zwar die grafische Qualität, die mit führenden Titeln mithalten könne, allerdings besitze das Spiel dafür deutliche Mängel im Konzept. Als zentrale Schwäche sieht er den hohen Schwierigkeitsgrad des Karrieremodus, in dem Spieler sehr schnell ihren hart erarbeiteten Fortschritt wieder verlieren können, etwa durch verlorene Duelle und Wetten. Dies sieht Lewis als schädlich für die Motivation der Spieler an.
Die Autoren von Computer Bild Spiele übten ebenfalls einige Kritik. Die Grafik bewerteten sie als veraltet. Die Strecken seien insgesamt leblos gestaltet und einige Effekte seien zu grell und übertrieben. Weitere Kritik übten sie an der Steuerung, die sich mit Tastatur als schwer und umständlich gestalte. Im Gegenzug lobten sie das große Aufgebot an Fahrzeugen und Tuning-Teilen sowie die ausgewogene Auswahl an Musikstücken. Insgesamt sei das Spiel aber gut gelungen.
Alex Navarro von GameSpot vergibt eine vergleichsweise schlechte Bewertung. Wie Ed Lewis von IGN bewertete er den hohen Anspruch des Karrieremodus als Kernproblem des Spiels. Die Gestaltung der Karriere gestalte sich als sehr frustrierend, da ständig das Risiko bestehe, den erarbeiteten Fortschritt in der Karriere durch wenige Niederlagen wieder zu verlieren. Ebenfalls sei diese zu monoton gestaltet, da es wenig Abwechslung unter den einzelnen Rennen gäbe. Weiterhin kritisiert Navarro das Fahrverhalten einiger Fahrzeuge. Manche Wagen seien kaum zu fahren, während andere unverhältnismäßig dominant seien.
Die Autoren der Zeitschrift PC Games übten Kritik an der optischen Präsentation, die die ursprüngliche Entwicklung von Juiced als Konsolenspiel zeige. Das Streckendesign sei teilweise öde und die Modelle kantig. Das innovative Design des Spiels mit seiner Vielfalt an Möglichkeiten, in der Karriere Fortschritt zu erzielen, gleiche dies jedoch aus, ebenso das realistische Fahrgefühl und die Stärke der KI.
Der Autor Mathias Oertel vom deutschen Spielemagazin 4Players vermisste eine frei befahrbare Stadt, wie es sie bei Need for Speed: Underground 2 gibt sowie einen vergleichbaren Umfang beim optischen Tuning. Diese Kritikpunkte werden jedoch durch die interessanten Karriere-Optionen mehr als ausgeglichen. Besonders das Crew-Management sei eine Innovation im Rennspiel-Genre. Moniert werden jedoch vereinzelte Grafikprobleme, vor allem Ruckler und eine grobe Auflösung der Videos im Spiel.

### Verkaufszahlen
Bei Veröffentlichung erreichte der Titel den ersten Platz in den Verkaufscharts von Großbritannien, vor der bisherigen Nummer eins Medal of Honor: European Assault.
Nach Angaben des Publishers THQ wurden von Juiced über anderthalb Millionen Kopien verkauft. Im Frühjahr 2006 wurde das Spiel vom britischen Publisher Focus Multimedia als Teil seiner Essential-Reihe für Windows neu aufgelegt.

## Nachfolger

### Juiced: Eliminator
Aufgrund des Verkaufserfolgs von Juiced übernahm THQ kurze Zeit später das verantwortliche Studio Juice Games. Dabei wurde mit Juiced: Eliminator bereits eine Fortführung geplant. Dieses Spiel stellt im Wesentlichen eine Portierung von Juiced für die PSP dar. Neu hinzugefügt wurden lediglich wenige Fahrzeuge und Strecken.
Aufgrund der geringen Unterschiede zu Juiced schnitt die Portierung auch ähnlich bei Tests ab. Metacritic errechnete eine Metawertung von 65 von 100 Punkten. Kritiker bemängelten in erster Linie, dass die Spielumgebungen zu eintönig gestaltet seien und das Spiel dadurch im Vergleich zur Konkurrenz abfalle.

### Juiced 2: Hot Import Nights
Als erster eigenständiger Nachfolger wurde im Jahr 2007 Juiced 2: Hot Import Nights veröffentlicht. Dieser Titel übernahm das Konzept der Straßenrennen mit getunten Fahrzeugen, grenzt sich aber ansonsten von den Vorgängern ab. Es besitzt ein deutlich größeres Angebot an Fahrzeugen und Tuning-Optionen, besitzt dafür aber eine eher actionorientierte Fahrphysik und einen deutlich anderen Karriereaufbau.
Für Juiced 2 wurden leicht höhere Metawertungen als für den Vorgänger errechnet. Allerdings fiel die Rezeption durch deutschsprachige Magazine tendenziell schwächer aus. Kritiker bemängelten, dass die Steuerung zu umständlich und das Fahrverhalten der Fahrzeuge an Realismus eingebüßt habe.